# 卡爾·馮·比洛
卡爾·威廉·保羅·馮·比洛（德語：Karl Wilhelm Paul von Bülow，1846年3月24日 - 1921年8月31日）是德國陸軍元帥，第一次世界大戰初期指揮德國第二軍團。

## 外部連結
- 卡爾·馮·比洛（德国国家图书馆目录）
- FirstWorldWar.com Who's Who: Karl von Bulow （页面存档备份，存于）
- .  第12版. 1922.